# المجنون (فلم)
المجنون فيلم تشويق وإثارة مصري من إنتاج عام 1988، من إخراج إبراهيم الشقنقيري، وبطولة: إسعاد يونس , حسين الشربيني , شهيرة ,أبو بكر عزت , وحيد سيف , مها عثمان.  ضيف الفيلم توفيق الدقن .

## قصة الفيلم
ينتقل الزوجان (محسن)، و(داليا) الي شقة جديدة بعد حياة متنقلة بين الشقق المفروشة، ويعيشان في سعادة زوجية كاملة لا يعكر صفوها شيء، علي عكس باقي سكان العمارة الذين يحيون في مشاكل زوجية مستمرة، ويتبرع (محسن) و(داليا) بدعوة سكان العمارة لتغيير حياتهم المليئة بالمشاكل والنكد، وتحويلها الي حياة سعيدة، فتلقي تلك الدعوة قبولًا لدي الزوجات، ولكن الازواج يرفضون تلك الدعوة، بل ويدبرون مؤامرة ضد (محسن)، ويعملون على إدخاله مستشفي المجانين.

## وصلات خارجية
- صفحة الفيلم على موقع السينما